# 워너 브라더스 텔레비전 스튜디오
워너 브라더스 텔레비전 스튜디오(Warner Bros. Television Studios)는 미국 워너미디어 산하의 미디어 회사 워너 브라더스의 TV 시리즈 제작 및 배급 부문이다.

## 개요
1955년 워너는 ABC의 프로그램 디즈니 랜드의 방송 성공에 맞서 윌리엄 T. 올이 처음으로 TV 프로그램을 제작하였다.

## 작품 목록
- 돌리 파튼의 크리스마스 온 더 스퀘어

## 같이 보기
- 워너 브라더스